# Nostalgia
Nostalgia (gr. νóστος, powrót do domu, i ἄλγος, ból) – doskwierająca tęsknota za ojczyzną (krajem ojczystym), a także tęsknota za czymś przeszłym, co utrwaliło się w pamięci.

## Badania
Przez blisko kilkaset lat nostalgię uznawano za chorobę psychiczną. Działo się tak głównie poprzez kojarzenie tęsknoty za dawnym życiem czy ludźmi z napadami płaczu, brakiem apetytu, nieregularnym biciem serca, bezsennością czy depresją. Zdolność do jej odczuwania przypisywano wyłącznie wąskim grupom, np. imigrantom. Ostatnio jednak psycholodzy z Uniwersytetu w Southampton stwierdzili, że nostalgia oddziałuje na ludzi kojąco i poprawia stan ich zdrowia.
Okazało się, że tęsknota występuje u ludzi wszystkich kultur i w każdym wieku. 
Eksperymentalne badania wywołania nostalgii u ochotników poprawiły ich stan psychiczny: wzrosła samoocena, a także pojawiło się przekonanie o byciu kochanym, chronionym i wspieranym przez innych ludzi. 
Zespół Constantine Sedikidesa twierdzi, że nostalgia "przerzuca pomost między przeszłym a teraźniejszym ja. Tęsknota za tym, co było, wzmacnia pozytywne postrzeganie tego okresu, stąd poczucie ciągłości i znaczenia w życiu. Brytyjczycy sądzą, że nostalgia odgrywa największą rolę w życiu starszych osób, które często żyją w pojedynkę. Tęsknota stanowi mechanizm przeciwdziałający samotności".
Psycholodzy z Uniwersytetu w Southampton i Sun Yat-Sen University w Kantonie przeprowadzili serię czterech eksperymentów. Uwzględnili grupy prowadzące zupełnie inny tryb życia: 
- dzieci w wieku szkolnym,
- studentów i nauczycieli college'u
- robotników fabrycznych.

Przykładowo, badanie dzieci w wieku 9-15 lat, przeprowadzane wraz z ich rodzicami z obszarów rolniczych z okolic miasta Kanton, oceniło, jak bardzo dzieci czuły się samotne, w jakim stopniu tęskniły za przeszłością i czy uznawały, że ludzie z otoczenia stanowią dla nich wsparcie. 
Zauważono istnienie sprzężenia zwrotnego: bardziej samotne i niewspierane maluchy odczuwały silniejszą nostalgię, co z kolei wzmacniało przeświadczenie o obecności jakiegoś oparcia.
Nostalgia ma swą pozytywną i negatywną stronę - nie zawsze wpływa destrukcyjnie na związki i funkcjonowanie pamięci oraz (w rozsądnym wymiarze) odwoływanie się do szczęśliwszych czasów, stanowi skuteczny mechanizm radzenia sobie z problemami.
Nostalgia może korzystnie wpływać na zdrowie psychiczne. Badania przeprowadzone na grupie ochotników wykazały, że nostalgia może mieć wpływ na podwyższenie samooceny oraz poczucie bezpieczeństwa i bycia kochanym. Okazało się też, że intensyfikując poczucie wsparcia społecznego nostalgia zapobiega uczuciu samotności i pozwala lepiej radzić sobie z problemami. 
"W XVII i XVIII wieku nostalgię uważano za chorobę związaną ze szlochaniem, nieregularnym biciem serca i anoreksją. W XX wieku stwierdzono, że jest to choroba psychiczna, której towarzyszy bezsenność, niepokój i depresja, a najczęściej dotyka ona imigrantów i pierwszorocznych studentów. Dopiero od niedawna psycholodzy zaczęli zajmować się pozytywnymi, a nawet terapeutycznymi aspektami tej przypadłości" - Constantine Sedikides.
Autorzy badania twierdzą, że lepsze zrozumienie zjawiska nostalgii pozwoli pod innym kątem spojrzeć na takie aspekty jak pamięć, emocje i relacje międzyludzkie: "Nostalgia to przypadłość z długą przeszłością, ale i z intrygującą przyszłością".

## Interpretacje pojęcia (przykład)
Nostalgia w sztuce.
Nostalgia we współczesnej poezji tybetańskiej:

Nostalgia w naszych doświadczeniach ma zabarwienie polityczne. Nostalgia jest stale powracającym elementem współczesnej poetyki tybetańskiej na uchodźstwie… nie mamy własnych wspomnień o Tybecie, a wspomnienia, na których opieramy swą twórczość, w rzeczywistości należą do kogoś innego. Dorastaliśmy przysłuchując się tęsknym westchnieniom naszych rodziców za "błękitem letnich łubinów w Kham" i "słodkim mlekiem i masłem". Za każdym razem... wzdychali za domem, który przyszło im opuścić... że lojalność wobec ojczyzny wymaga od nich upiększenia i nadania idyllicznego charakteru wszystkim chwilom spędzonym w Tybecie.

Nostalgia według Kristiany Robb-Narbutt:

Prowadzę ostatnio ożywioną dyskusję z przyjaciółmi, co to jest nostalgia. Niedawno zadzwonił do mnie Piotr Mintzner, który znalazł w encyklopedii z 1904 roku wytłumaczenie pojęcia nostalgia. Jest tam wyjaśnienie nostalgii, jako zlepka dwóch greckich słów "ból" i "powrót"… to jest naprawdę nostalgia. Dla mnie nostalgia jest pamięcią, jak we francuskim rozumieniu tego słowa. I to jest coś twórczego - zatrzymujemy obraz, on wraca i chcemy go przekazać. Jeśli nam się to uda, jeśli ktoś inny chwyci chociaż kawałek tego obrazu i coś dla niego z tego wyniknie, dalej to przetworzy, to wtedy jest to twórcze. To nie jest taka nostalgia, że ja siedzę jako staruszka, zamykam oczy i wspominam w słoneczku, tęskniąc za dawnymi, pięknymi czasami. Dla mnie nostalgia jest twórczym fermentem, bez niej nic by nie powstało, żadna sztuka. Ludzie zaczynają pisać o tym, za czym tęsknili albo co sami przeżyli, czyli o obrazach, które zostały utrwalone. Od tego się zaczyna – z tego się składamy i korzystamy z tego, co jest za nami, co jest mroczne, nieznane nam i gdzieś w nas się znajduje. To wynika z nostalgii bardziej podświadomej.